# Fondo nero
Un fondo nero (o in nero) è un conto monetario ausiliario o un fondo di riserva di un ente o un'impresa non iscritto nel proprio bilancio e che costituisce una contabilità segreta parallela a quella reale e soprattutto illecita. 
Quasi sempre la creazione di un fondo nero passa attraverso il meccanismo illegale del falso in bilancio di una impresa. Spesso può essere impiegato per sovvenzionare attività illegali o al limite della legalità.